# Si tú no vuelves
«Si tú no vuelves» fue inicialmente lanzado en 1992 como el primer sencillo del disco de estudio Bajo el signo de Caín (1993) de Miguel Bosé. En 2007 lanzó una nueva versión a dueto con la cantante colombiana Shakira. En 2019 la canción fue relanzada por Miguel Bosé junto al dúo estadounidense Ha*Ash para el álbum Ha*Ash: En vivo.

## Antecedentes
La canción fue escrita por Bosé, Lanfranco Ferrario y Massimo Grilli.  Para la edición internacional del álbum se grabó una adaptación italiana, Se Tu Non Torni, y una letra en inglés titulada "They're only words" del álbum en inglés Bajo el signo de Caín.

## Otras versiones
Una versión en vivo de Bosé junto a Ana Torroja fue incluida en el primer CD de Girados en concierto, álbum doble grabado en directo entre 1999 y 2000, durante el tour Girados, realizado ambos cantantes españoles. En 2006 el grupo español Amaral a dúo con el cantante mexicano Chetes grabaron un cover de la canción. Fue lanzado como el primer sencillo de la Banda Sonora Original de la película mexicana Efectos secundarios de 2006.
En 2016 Si tú no vuelves fue el título de un musical presentado en el Teatro Ramiro Jiménez, protagonizado por Miguel Martínez y Roberta Burns, el cual inicia con esa canción. A lo largo del musical se presentan diversas canciones de artistas pop mexicanos de todas las épocas. La historia cuenta la relación de Juancho, un joven a la vez rebelde y soñador, quien reparte comida a domicilio y Tasia, actriz que renuncia a la alta sociedad y se da a la aventura de sobrevivir por sus propios medios.[cita requerida]
En 2023 durante el programa de RTVE Cover night la cantante Mónica Naranjo hizo una versión en directo.
En 2025 La cantante mexicana Majo Aguilar realiza una versión en regional mexicano.

## Miguel Bosé con Shakira
Esta es una nueva versión de la original que interpretase Miguel Bosé en 1993, se caracteriza por la participación de la reconocida cantante colombiana Shakira y está incluida en el álbum Papito de 2007.
Primero fue lanzada en Italia. Su melodía es lenta y melancólica, alcanza el clímax gradualmente al terminar, cuando Shakira pareciera gritar desconsoladamente. Durante casi toda la canción, ella presenta una voz diferente a la típica, siendo mucho más suave, casi semejando un suspiro. 

### Posicionamiento en listas
| Listas (2007) | Mejor posición |
| ------------- | -------------- |
| Italia        | 2              |

## Miguel Bosé con Ha*Ash
El 6 de diciembre de 2019, la canción en directo versionada por Ha*Ash en colaboración con Miguel Bosé formó parte del álbum Ha*Ash: En vivo del dúo estadounidense. Se grabó el 11 de noviembre de 2018, durante un concierto que formó parte de la Gira 100 años contigo en el Auditorio Nacional de México. Alcanzó la primera posición en las radios de México.
La canción fue interpretada por primera vez por ambos artistas, cuando Bosé invitó a las hermanas a su concierto en el Festival de Viña del Mar realizado en el Anfiteatro de la Quinta Vergara. Posteriormente fue cantada por ambos, el 11 de noviembre de 2018, el día de la grabación. En ambas ocasiones, el cantante español expresó palabras de admiración al dúo.
El video de la colaboración se estrenó el 6 de diciembre de 2019 en las plataformas digitales del dúo, mismo día que se lanzara el álbum.

### Posicionamiento en listas
| Listas (2019)                       | Mejor posición |
| ----------------------------------- | -------------- |
| México (Monitor Latino)             | 2              |
| México Pop (Monitor Latino)         | 1              |
| México Pop tocadas (Monitor Latino) | 2              |

| Listas (2020)                       | Mejor posición |
| ----------------------------------- | -------------- |
| México (Monitor Latino)             | 86             |
| México Top tocadas (Monitor Latino) | 90             |

### Certificaciones
| País (organismo certificador) | Certificación | Unidades certificadas |
| ----------------------------- | ------------- | --------------------- |
| México (AMPROFON)             | Oro           | 30 000                |